# Pentateuco

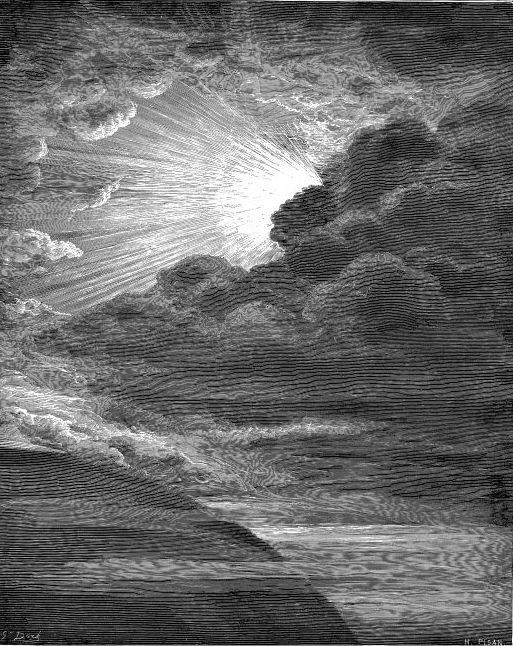
“Creación de la Luz”, momento inicial del Pentateuco (grabado sobre metal de Gustave Doré).
“En el principio creó Dios los cielos y la tierra. Y la tierra estaba sin orden y vacía, y las tinieblas cubrían la superficie del abismo, y el Espíritu de Dios se movía sobre la superficie de las aguas. Entonces dijo Dios: Sea la luz. Y hubo luz. Y vio Dios que la luz era buena; y separó Dios la luz de las tinieblas. Y llamó Dios a la luz día, y a las tinieblas llamó noche. Y fue la tarde y fue la mañana: un día”.
— Génesis 1:1-5

El Pentateuco (del griego πέντε [pénte], ‘cinco’, y τεύχος [téukhos], ‘rollo’, ‘estuche’; es decir, «cinco rollos», por los estuches cilíndricos donde se guardaban enrollados los textos hebreos) es el conjunto formado por los cinco primeros libros de la Biblia, que la tradición judeocristiana atribuye al patriarca hebreo Moisés.
El Pentateuco es considerado canónico por todas las confesiones cristianas y forma parte de todas las Biblias.
Se corresponde con los que en la tradición hebrea forman la Torá —La Ley—, núcleo de la religión judía. Los cinco libros que lo componen son:
1. Génesis (Bereshit [בְּרֵאשִׁית])
2. Éxodo (Shemot [שְׁמוֹת])
3. Levítico (Vayikrá [וַיִּקְרָא])
4. Números (Bemidbar [בְּמִדְבַּר])
5. Deuteronomio (Devarim [דְּבָרִים])

Está contenido a su vez en el Tanaj, el cual es considerado sagrado por todas las religiones abrahámicas (judaísmo, cristianismo e islam). No obstante lo anterior y que es uno de sus tres textos sagrados, los musulmanes creen que el texto sufrió corrupción (tahrif) por los escribas judíos y cristianos por lo que no confían del todo en él. Mientras que los hebreos los nombran por la primera palabra significativa de cada uno, los cristianos han seguido tradicionalmente la nomenclatura de la versión griega de los LXX.

## Contenido
Correspondiéndose con la categoría de los llamados libros históricos de la Biblia, los libros del Pentateuco narran en forma más o menos ordenada la historia y las vicisitudes del pueblo de Israel. Los cinco textos abarcan desde la creación del Universo hasta la muerte del patriarca y legislador Moisés. En él aparecen los Diez Mandamientos del libro del Éxodo y los 613 mandatos que conforman la ley o Torá escrita seguida por los judíos y samaritanos.
El Pentateuco versa sobre la providencial elección del pueblo israelita por Dios como su pueblo escogido. Paradójicamente, esta elección divina significaría para los israelitas una amarga serie de desgracias por su desobediencia a Dios. De esta forma, cuenta el establecimiento de una teocracia, el otorgamiento de la tierra prometida a sus seguidores, la asunción de la ley ética, civil y religiosa, y el largo periplo de los hebreos para salir de su esclavitud en Egipto y llegar a la tierra de Canaán.
El Pentateuco o Torá en su idioma original hebreo nos enseña la elección del pueblo israelí por Dios, no para descartar al mundo, sino el medio de Dios para librar al mundo de la idolatría.
Con el Pentateuco y el resto del Tanaj aparecería el monoteísmo abrahámico hacia el siglo IV a. C. y su concepto de verdad única y exclusiva.

## Alineamiento histórico
Aunque comienza de un modo extremadamente amplio —la creación del mundo—, a medida que la humanidad crece, se esparce, se multiplica y diferencia, el Pentateuco comienza a restringir cada vez más la línea histórica que seguirá, concentrándose muy pronto única y exclusivamente en la fracción de la que saldrá el Pueblo Elegido.
A poco de encontrarla, se restringe aún más, narrando solamente las penurias y éxitos de los israelitas desde su salida de Egipto y su llegada a Canaán. La mayoría de estas historias sirven de marco a una prolija y minuciosa exposición de las normas que Yahveh otorga a los hebreos, lo que ha valido a los cinco libros el apelativo de “La Ley” (la Torá).

## Autoría

### El autor

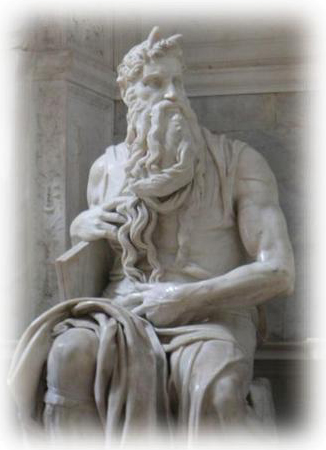
Moisés, considerado tradicionalmente el autor del Pentateuco (mármol de Miguel Ángel Buonarotti).

Tradicionalmente se ha atribuido a Moisés la composición de los Cinco Libros. Así lo admitieron desde tiempos remotos los judíos, tal y como atestigua la tradición rabínica en el Talmud de Babilonia (Bava Batra 14b-15a) y el Talmud de Jerusalén (Sota, v, 5); y de la misma forma lo admitieron los primeros cristianos. De ser cierto, esto situaría su escritura hacia el siglo XV a. C. aproximadamente.
Esta atribución de la autoría del Pentateuco a Moisés se fundamenta en el contenido interno de la obra misma, en el cual se pueden encontrar varios versículos en los que se afirma que el propio Moisés escribió un llamado "Libro de la Alianza" (Éx. 24, 4-7), y cuyo contenido conocido es explícitamente coincidente con el del actual Pentateuco mismo en dichas partes, tal y como se desprende de los versículos que lo mencionan (Ex 17, 14; Ex 24, 4; Ex 34, 27; Num 33, 1-2; Deut 1, 5 junto a Deut 31, 9 y Deut 31, 19-22). También en el Deuteronomio se afirma que el libro que contenía la Ley debía ser puesto al lado del Arca de la Alianza (Deut 31, 26), dando así a entender que debía tratarse de una obra muy sagrada. Todas estas razones anteriormente expuestas han sido las que tradicionalmente llevaron a que judíos y cristianos identificaran tal libro con dicho Pentateuco.
Este hecho comenzó, sin embargo, a ser puesto en duda ya en la Antigüedad tardía por filósofos como Porfirio y posteriormente a partir del siglo XVII, con la llegada de la Ilustración. Hacia el XVIII había un muy fuerte movimiento “antimosaico” que cuestionaba la autoría de Moisés.

### Cuestionamiento de la autoría mosaica
A lo largo de la colección completa, pero particularmente dentro de secciones específicas de cada libro, se evidencian diferencias léxicas, estilísticas, narraciones contadas más de una vez, etc. El ejemplo clásico lo constituye el hecho de que en ciertas partes del texto se llama a Dios con un nombre distinto al que se usa en otras (la célebre dicotomía entre las tradiciones yahvista y eloísta). Si se usa uno de ellos, el otro no se menciona jamás. Los dos nombres de Dios no se mezclan nunca, a lo largo de ninguno de los cinco libros. Esto hace pensar que los autores fueron más de uno, que usaban sustantivos distintos. Según esta hipótesis su antigüedad variaría según las fuentes entre el siglo X a. C. y el año 400 a. C.
Julius Wellhausen (1844-1918) formuló la llamada hipótesis documentaria, de acuerdo con la cual se reconocen en el texto cuatro fuentes distintas, que habrían sido objeto de la síntesis que conocemos por redactores tardíos, de la época del cautiverio de Babilonia. A lo largo del siglo XX se han elaborado interpretaciones derivadas y alternativas otras a la de Wellhausen, con grados diversos de rigor, consistencia y poder explicativo. Todas coinciden en una autoría múltiple de los textos del Pentateuco.
Una minoría de eruditos como Thomas L. Thompson o Russell Gmirkin situaría la formación de la Torá y el monoteísmo israelita en el período helenístico (333-164 a. C.). Aluden, por ejemplo, a que en unos papiros hallados en Elefantina, Egipto, los cuales pertenecían a una comunidad judía, no hay menciones explícitas a la Torá y parecían ser politeístas. Ante esto, otros expertos opinan (conjeturalmente) que esta comunidad judía era una secta la cual se sincretizo con creencias egipcias o que la Torá apenas estaba comenzando a ser promulgada. Por otro lado, algunos eruditos distantes a estas teorías, como el Dr. Gary A. Rendsburg, opinan que es poco probable que una gran parte del Pentateuco haya sido escrita en períodos persas o helenísticos, debido a la poca influencia de lenguas como el arameo o la inexistente influencia del idioma griego en los textos bíblicos. El hebraísta Aaron D. Hornkohl sostiene que el idioma hebreo en que está escrito el Pentateuco es más antiguo que el de otros libros bíblicos pre-exílicos (como el libro de Oseas) y que contiene elementos datados en la época pre-monárquica del antiguo Israel. El período hasmoneo como datación de la compilación final del Pentateuco se ve imposibilitado por el hallazgo de los rollos del mar Muerto y otras evidencias externas. 
En 1979 se encontraron unos rollos de plata, denominados Amuletos de Ketef Hinnom, datados en el siglo VII a. C., que contenían el pasaje de Números 6:24-26. Se ha interpretado que este hallazgo confirma la existencia de, al menos, una parte del Pentateuco antes del exilio babilónico. Sin embargo, otros eruditos opinan que lo único que prueban es la existencia del texto mencionado y que ir más allá trasciende la evidencia.

### Postura oficial de la Iglesia católica
A principios del siglo XX, la Iglesia católica quiso zanjar la discusión encomendando a sus exégetas y teólogos el análisis y evaluación de los argumentos en pro y en contra de la autoría mosaica del Pentateuco.
La Comisión Bíblica así formada publicó sus conclusiones en 1906, las cuales dicen que, si bien queda margen para la duda, los argumentos contra Moisés no son convincentes. Por lo tanto, la postura oficial del catolicismo es que el Pentateuco es sustancialmente obra de Moisés, si bien la autenticidad mosaica del mismo no demanda necesariamente que la totalidad del texto haya sido redactada enteramente por él solo.
Esta conclusión se apoya en la obvia e incontrovertible antigüedad de los textos de la colección, aunque nadie discute que el autor pudo haber empleado diversas fuentes, sean documentos escritos o tradiciones orales, para realizar su trabajo; así como que también puede haberse servido de escribas y amanuenses, incluso de equipos completos de ellos, para escribir dicha obra. A ello se agrega la posibilidad de que, a través de los muchos siglos transcurridos, se han sucedido modificaciones, mutilaciones y agregados a los libros en cuestión, aunque siempre reconociendo que tales ediciones hayan sido producidas bajo inspiración divina de los escribas y editores varios.
Dicha posición fue posteriormente desarrollada en una carta de dicha Comisión en 1948, en la cual se aclaró que si bien Moisés está en la cabeza y base del Pentateuco, proporcionando el espíritu inicial y persistente en la redacción de la obra en calidad de autor y legislador, ya nadie ponía en duda el desarrollo progresivo de las fuentes de dicha obra durante tiempos posteriores al mismo; así que se permitía a los eruditos católicos estudiar la cuestión a la luz de la sana crítica bíblica y los aportes de otras ciencias.

## Papel del autor
La importancia del autor del Pentateuco fue enorme para el judaísmo, y puede resumirse en tres actividades principales:

### Política
La importancia política de Moisés estriba en el hecho de haber sido el adalid y conductor de la salida de la esclavitud y de la consecución de sus objetivos de libertad y unidad. El Éxodo y Moisés están indisolublemente unidos.

### Religiosa
El papel religioso de Moisés es central a lo largo de toda la obra. Fue un importante patriarca, y de acuerdo a varias partes de la Biblia se dice que él habría sido un sacerdote y que a partir de su hermano Aarón se estableció el sumo sacerdocio; que un fue un profeta de una importancia tal que nunca surgió en Israel otro a su altura, y en cierto sentido también un teólogo como receptor y transmisor íntimo de la Revelación divina.

### Legislativa
Las leyes que aún hoy siguen rigiendo la vida judía parecen ser obra de Moisés, lo que le ha valido el título de “Legislador”. Las leyes que componen la segunda parte del Deuteronomio se atribuyen a su pluma en el propio libro, explicándose que en la persona del patriarca confluyen la tradición religiosa, la administración de la Alianza con Yahveh y la autoridad sobre la ética y la moral.
En el Éxodo (20-23) puede leerse el Código de la Alianza, compleja legislación que regula el Pacto entre Dios y el Hombre y que tradicionalmente los autores judíos y cristianos atribuyen a la pluma de Moisés.

## Sentido religioso
El Pentateuco es la base y la regulación de la vida judía, y así lo ha sido desde la propia fecha de su composición, porque explica las relaciones concretas de Dios con el mundo y el hombre. Toda persona puede encontrar en estos libros la explicación clara y simple de las razones de su existencia y su destino.
Desde el principio, los libros no solo se ocupan de responder pormenorizadamente a las preguntas que atormentan al hombre (¿De dónde salió el mundo? ¿De dónde venimos y hacia dónde vamos? ¿Por qué sufrimos y por qué morimos?), sino que resuelven preguntas más técnicas y, si se quiere, más complejas, como los porqués de la relación única de Yahveh con Israel, el Pacto, la justicia, la Ley y la tradición.
El Pentateuco, además, está lleno de promesas gloriosas: promete a Adán y Eva la redención, y también augustos hechos futuros a Noé, Abraham, Isaac y Jacob.
Lo que implica promesas genera esperanza, y es por ello que no se considera casual que el Pentateuco termine antes de la llegada de los judíos a la Tierra Prometida. Como libro de esperanza, deja las puertas abiertas a la imaginación, a la fe y a los fervores religiosos que se consumarán en los demás libros del Antiguo Testamento y para los cristianos en la venida gloriosa de Jesús.